# 902 Probitas
902 Probitas, asteroid glavnog pojasa. Otkrio ga je Johann Palisa, 3. rujna 1918.

## Vanjske poveznice
- Minor Planet Center